# Ion (dramat Eurypidesa)
Ion (gr. Ἴων Iōn) – klasyczna tragedia grecka napisana przez Eurypidesa pomiędzy 414 i 412 rokiem p.n.e., której bohaterem jest Ion, mityczny przodek plemienia Jonów. Jest to jedno z 18 zachowanych do dzisiaj dzieł tego autora.

## Treść
W prologu dramatu Hermes wyjaśnia, że tytułowy bohater, młody Ion, jest owocem romansu Apollina i ateńskiej królewny Kreuzy. Młoda matka zdecydowała się na porzucenie nieślubnego syna, jednak na prośbę ojca chłopiec został uratowany przez Hermesa i odtąd wychowywał się w Delfach pod opieką kapłanki wyroczni. Akcja sztuki rozpoczyna się w momencie, gdy Kreuza, po latach, już jako małżonka Achajczyka Ksuthosa, przybywa wraz z mężem do Delf, aby zasięgnąć rady w sprawie swojej bezdzietności. Ksuthos otrzymuje wyrocznię, że pierwszy młodzieniec napotkany po wyjściu ze świątyni będzie jego synem, toteż kiedy spotyka Iona, od razu uznaje go za swego potomka, sądząc, że chłopiec został poczęty w wyniku przygodnego romansu z mieszkanką Delf. Zazdrosna Kreuza planuje zabójstwo rzekomego owocu mężowskiej zdrady, jednak jej zamach zostaje udaremniony. Kiedy młodzieniec zamierza zemścić się na niedoszłej morderczyni, nadchodzi jego stara piastunka, przynosząc skrzynkę z przedmiotami, dzięki którym wychodzi na jaw prawda o pochodzeniu Iona. W finale sztuki jako deus ex machina pojawia się bogini Atena, wygłaszając mowę gloryfikującą Ateny.